# Schloss Ebenfurth
Schloss Ebenfurth ist ein in der niederösterreichischen Stadtgemeinde Ebenfurth nahe Wiener Neustadt gelegenes ehemaliges Wasserschloss.
Der große, annähernd quadratische, im Kern mittelalterliche, aber stark barock überformte Bau hatte zunächst Festungscharakter.

## Geschichte des Schlosses

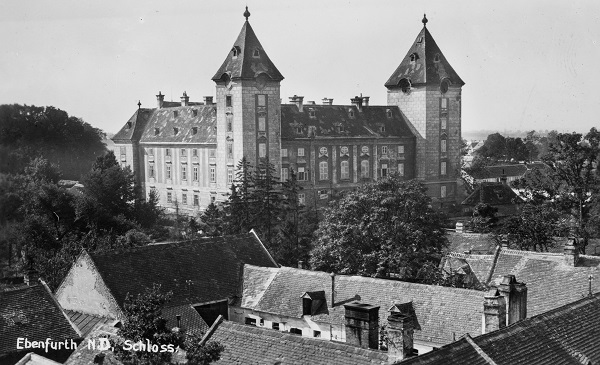
Schloss Ebenfurth zu Beginn des 20. Jahrhunderts

Der ungarische König Matthias Corvinus soll von hier aus die Belagerung von Wiener Neustadt geplant haben. Nach der Wiedereroberung durch habsburgische Truppen und dem Tod des letzten Vertreters der Besitzerfamilie, der Pottendorfer, fiel die Herrschaft Ebenfurth dem Landesherrn anheim. In der Folge wurde Schloss Ebenfurth mehrfach verpfändet, aber auch als Festung gegen Türkeneinfälle ausgebaut. Der osmanische Vorstoß 1529, der auch zur Belagerung von Wien führte, hinterließ an der Burg beträchtliche Schäden. Der kaiserliche Baumeister der Niederösterreichischen Lande Hans Saphoy ist beim Schloss Ebenfurth ab 1571 dokumentiert.
Nach dem Abzug des osmanischen Heeres wurde der Bau großzügig in barocker Form ausgebaut. Erhalten sind bis heute Fresken von Franz Anton Maulbertsch. Als langjährige Besitzer traten von 1747 bis weit ins 20. Jahrhundert Vertreter der Adelsfamilie Suttner auf. Carl Suttner verkaufte aber 1973 das nach der russischen Besatzungsperiode bereits ziemlich ramponierte und durch Vandalenakte durch die ansässige Bevölkerung in den 1950er und 60er Jahren verwüstete Schloss (ohne den umliegenden Schlosspark) an eine Arztfamilie. Diese sah sich mit dem Besitz des mächtigen, für private Wohnzwecke eigentlich ungeeigneten Gebäudes überfordert. Das schwer gefährdete Schloss schien vor einem Schicksal vollständigen Verfalls ähnlich jenem von Schloss Pottendorf zu stehen. Seit 2000 bemühte sich aber die Psychotherapeutin Bärbel Langer intensiv um die Erhaltung des Schlosses und konnte eine weitgehende Sanierung des Daches durchführen. Allerdings fehlten noch über 200 Fenster und Türen. Im Februar 2010 erhielt das Schloss neue Besitzer. Die serbische Folksängerin Dragana Mirković und ihr Mann, der Generaldirektor eines Fernsehsenders, kauften das Schloss, und nach einer Komplettrenovierung 2017 und 2018 zogen sie darin ein.
Im Zuge der Restaurierung wurden 2020 in der Befestigungsanlage 28 Grabsteine und Grabsteinfragmente aus dem 17. Jahrhundert gefunden, die Zeugnis über die jüdische Gemeinde im Ort geben.